# NGC 3572
NGC 3572是一個在天球上位於船底座、年轻的疏散星團。NGC3572的視星等為6.6 mag，距离約為6500光年 ，直徑為7 弧分。 它是由約翰·赫歇爾在1834年3月14日發現的。